# Notorious B.I.G. (Film)
Notorious B.I.G. ist ein biographischer Film über das Leben des Rappers Notorious B.I.G., kurz Biggie, aus dem Jahr 2009. Der Film wurde von Reggie Rock Bythewood und Cheo Hodari Coker geschrieben. Regie führte George Tillman, Jr. Der Kinostart in den USA war der 16. Januar 2009. Darsteller Woolard übernahm die Rolle 2017 erneut in All Eyez on Me, einem Film über Tupac Shakur.

## Handlung
Die Handlung beginnt am 8. März 1997 in Los Angeles auf einer Party. Biggie raucht eine Zigarre, seine Frau Faith Evans und Puff Daddy tanzen. Im Hintergrund ist Biggies Lied Hypnotize zu hören. Kurz darauf ist Biggie in einem Auto und hält an einer roten Ampel. Ein schwarzer Chevrolet Impala hält neben dem Wagen und ein Schuss wird auf Biggie abgegeben. Die Szene wird angehalten und ein Rückblick durch verschiedene Szenen bis zur Kindheit von Biggie beginnt.
Es werden Szenen aus seiner Jugend, ein Streit seiner Mutter, gezeigt bis hin zu seinem ersten Rapwettbewerb und den ersten Drogengeschäften mit Lil’ Cease. Nach einer zweijährigen Gefängnisstrafe nimmt er ein Demo auf.
Der Film geht auf die diversen Episoden der Biografie von Biggie ein. Seine Beziehung zu Faith Evans und die Affäre mit Lil’ Kim wird ebenso dargestellt wie die Freundschaft und spätere Feindschaft mit Tupac Shakur. Der Umgang mit Tupacs Ermordung 1996 in Las Vegas wird als schwierig für Biggie, der gleichzeitig in Konflikten zwischen seiner Frau, Geliebten und ersten Frau Jane verstrickt ist, geschildert.
Biggie beschließt sein Album in Los Angeles zu promoten. Dort erhält er Morddrohungen. Er telefoniert auf einer Awardshow mit Lil’ Kim um seine Beziehung mit ihr zu klären. Als er die Show verlässt, wird er an der Kreuzung erschossen. Der Film endet mit der Beerdigung Biggies. Seine Mutter Voletta verlässt diese in einer schwarzen Limousine. Im Hintergrund ist wieder Biggies Lied Hypnotize zu hören.

## Produktion
Ursprünglich war Antoine Fuqua als Regisseur vorgesehen, wurde aber später durch George Tillman Jr. ersetzt. Der Film ist im Vertrieb von Fox Searchlight Pictures. Die Produzenten sind Sean Combs, Voletta Wallace und die früheren Manager von Biggie Wayne Barrow und Mark Pitts.

### Casting
Das Casting für die Rolle von Notorious B.I.G. begann im Oktober 2007. Es wurden verschiedene Schauspieler, Rapper und Laien ausprobiert bis man sich für den Untergrund-Rapper Jamal Gravy Woolard entschied. Für die Rolle von Biggies Mutter Voletta Wallace wurde Angela Bassett engagiert. Derek Luke spielt Sean Combs, Antonique Smith Faith Evans und Anthony Mackie Tupac Shakur.
Der Sohn von Biggie und Faith Evans, Christopher Jordan Wallace, spielt die Rolle des jungen Notorious B.I.G. im Film.